# Sebastian Santin
Sebastian Santin (Bregenz, 15 giugno 1994) è un calciatore austriaco, difensore o centrocampista dell'Hard.

## Caratteristiche tecniche
È un esterno destro.

## Carriera
Cresciuto nel settore giovanile dell'Hard, è stato promosso in prima squadra nel 2011 ed ha debuttato il 9 settembre dello stesso anno disputando l'incontro di Regionalliga vinto 1-0 contro il St. Johann. A partire dalla stagione 2012-2012 si è conquistato un posto da titolare che ha mantenuto fino al termine della sua permanenza, collezionando in tutto 158 presenze fra campionato e coppe e segnando 31 reti.
Il 10 giugno 2017 si è trasferito a titolo definitivo al WSG Swarovski Tirol, militante in Erste Liga, con cui ha debuttato il 15 luglio seguente in occasione del match di ÖFB-Cup perso 5-1 contro il Bad Gleichenberg. Al termine della stagione 2018-2019 ha conquistato il titolo ottenendo la promozione in Bundesliga.
L'11 agosto 2019 ha debuttato nella massima divisione austriaca giocando l'incontro pareggiato 1-1 contro il St. Pölten, mentre un mese più tardi ha segnato il gol del definitivo 2-0 al 92' del match  vinto contro il Mattersburg.
Il 18 agosto 2020 è passato a titolo definitivo al Vaduz, con cui ha firmato un contratto di due anni.

## Statistiche
Statistiche aggiornate al 5 ottobre 2020.

### Presenze e reti nei club
| Stagione                   | Squadra                    | Campionato                 | Campionato | Campionato | Coppe nazionali | Coppe nazionali | Coppe nazionali | Coppe continentali | Coppe continentali | Coppe continentali | Altre coppe | Altre coppe | Altre coppe | Totale | Totale | Totale |
| Stagione                   | Squadra                    | Comp                       | Pres       | Reti       | Comp            | Pres            | Reti            | Comp               | Pres               | Reti               | Comp        | Pres        | Reti        | Pres   | Reti   |        |
| -------------------------- | -------------------------- | -------------------------- | ---------- | ---------- | --------------- | --------------- | --------------- | ------------------ | ------------------ | ------------------ | ----------- | ----------- | ----------- | ------ | ------ | ------ |
| 2011-2012                  | Hard                       | RL                         | 14         | 0          | CA              | 0               | 0               |                    | -                  | -                  |             | -           | -           | 14     | 0      |        |
| 2012-2013                  | Hard                       | RL                         | 27         | 5          | CA              | 1               | 0               |                    | -                  | -                  |             | -           | -           | 28     | 5      |        |
| 2013-2014                  | Hard                       | RL                         | 29         | 5          | CA              | 1               | 0               |                    | -                  | -                  |             | -           | -           | 30     | 5      |        |
| 2014-2015                  | Hard                       | RL                         | 28         | 3          | CA              | 1               | 0               |                    | -                  | -                  |             | -           | -           | 29     | 3      |        |
| 2015-2016                  | Hard                       | RL                         | 26         | 8          | CA              | 2               | 1               |                    | -                  | -                  |             | -           | -           | 28     | 9      |        |
| 2016-2017                  | Hard                       | RL                         | 28         | 10         | CA              | 1               | 0               |                    | -                  | -                  |             | -           | -           | 29     | 10     |        |
| Totale Hard                | Totale Hard                | Totale Hard                | 152        | 31         |                 | 6               | 0               |                    | -                  | -                  |             | -           | -           | 158    | 31     |        |
| 2017-2018                  | WSG Swarovski Tirol        | 1L                         | 30         | 0          | CA              | 1               | 0               |                    | -                  | -                  |             | -           | -           | 31     | 0      |        |
| 2018-2019                  | WSG Swarovski Tirol        | 1L                         | 24         | 3          | CA              | 2               | 0               |                    | -                  | -                  |             | -           | -           | 26     | 3      |        |
| 2019-2020                  | WSG Swarovski Tirol        | BL                         | 23         | 1          | CA              | 3               | 0               |                    | -                  | -                  |             | -           | -           | 26     | 1      |        |
| Totale WSG Swarovski Tirol | Totale WSG Swarovski Tirol | Totale WSG Swarovski Tirol | 77         | 4          |                 | 6               | 0               |                    | -                  | -                  |             | -           | -           | 83     | 4      |        |
| 2020-2021                  | Vaduz                      | ASL                        | 2          | 0          | CS              | 0               | 0               | UEL                | 1                  | 0                  |             | -           | -           | 3      | 0      |        |
| Totale carriera            | Totale carriera            | Totale carriera            | 231        | 35         |                 | 12              | 1               |                    | 1                  | 0                  |             | -           | -           | 244    | 36     |        |

## Palmarès
- Campionato austriaco di seconda divisione: 1

WSG Wattens: 2018-2019